# Rincón de Seca (Murcia)
Rincón de Seca es una pedanía perteneciente al municipio de Murcia, en la Región de Murcia (España). Cuenta con una población de 2.267 habitantes (INE 2019) y una extensión de 1,650 km². Se encuentra a 3,5 km de Murcia.

## Geografía
Limita con:
- al norte: Guadalupe y La Arboleja
- al este: La Arboleja
- al oeste: La Raya y Rincón de Beniscornia
- al sur: Nonduermas, Era Alta y con el barrio de Murcia La Purísima (antiguo Barriomar).

## Tradiciones

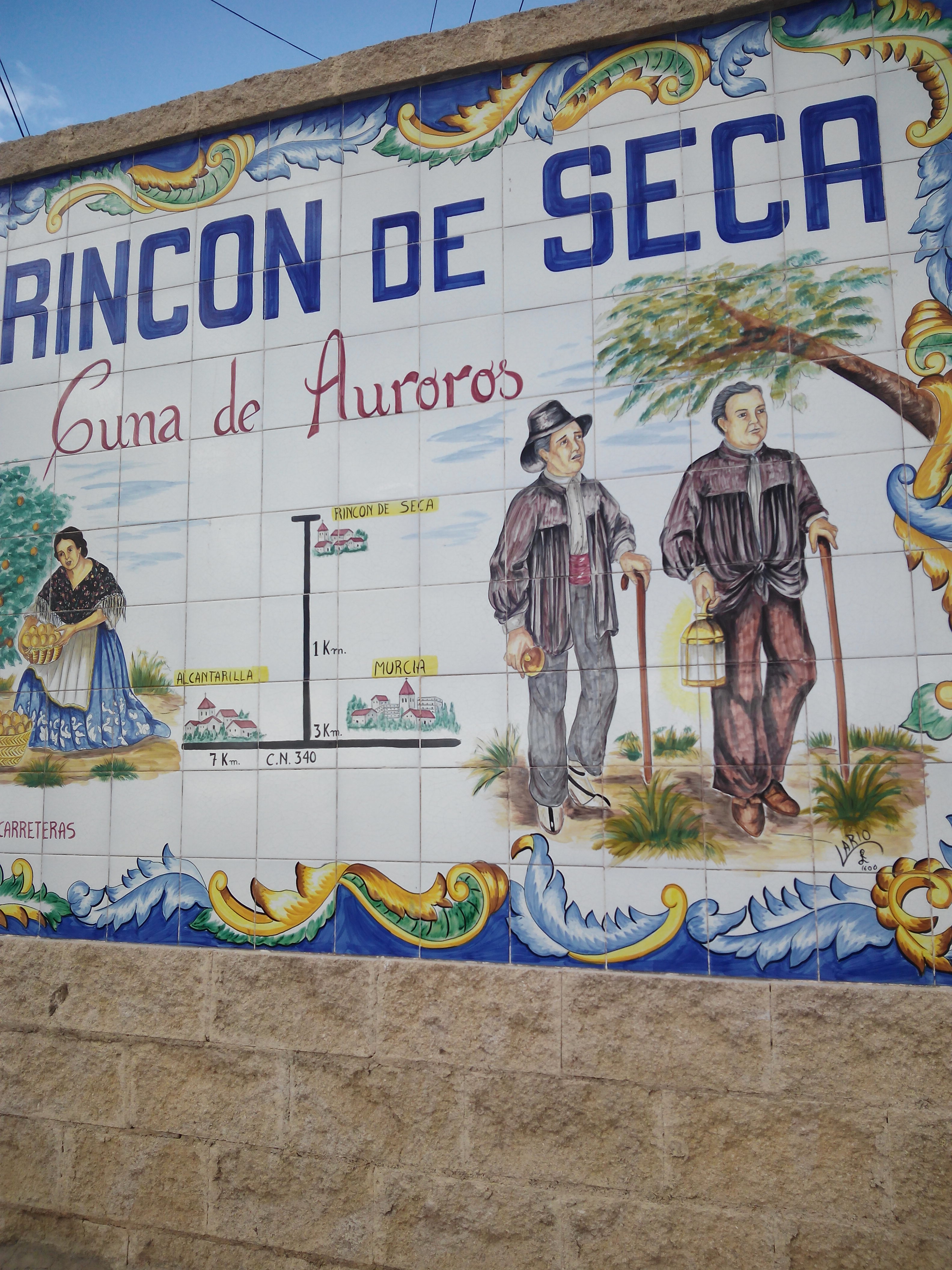
Mural

Conocido por sus dos Campanas de Auroros (la placa de Entrada así llama a esta pedanía "Cuna de Auroros"). Una es la Campana de la Virgen del Carmen, y la otra la Campana de la Virgen del Rosario. Unos personajes importantes en la historia del Rincón de Seca son los Auroros, un grupo de tradición oral que recitan canciones religiosas, es decir un coro, y que incluso poseen en su honor una estatua en una plaza del pueblo.

## Fiestas patronales
Las fiestas patronales fueron celebradas hasta 2010 por una comisión de fiestas, y de nuevo este año han sido celebradas por una comisión nueva, estas tienen lugar en el mes de julio  2015 gracias a la formación de una comisión de fiestas con gente joven, entre 2010 y 2015 solo han sido celebradas las fiestas religiosas, no pudiendo ser celebradas las fiestas cívicas por falta de una comisión de fiestas.

## Deportes
Equipo de fútbol:
- El equipo de fútbol de Rincón de Seca se llama A.D Rincón de Seca, y este año es el 25 aniversario del club.El A.D Rincón de Seca tiene equipos en las siguientes categorías:"Chupetas", pre-benjamines,benjamines, alevines, infantiles, cadetes, juveniles y también autonómicas.
- La equipación: siempre es con la camiseta azul, en años anteriores el pantalón era azul, este año es blanco.

Esta pedanía murciana cuenta con un polideportivo municipal con campo de fútbol de césped artificial y piscina.

## Cultura
- Campana de Auroro del Rosario
- Campana de auroros del Carmen

- Datos: Q6108963